# Parathyma tenuifasciata
Parathyma tenuifasciata är en fjärilsart som beskrevs av Hans Fruhstorfer 1906. Parathyma tenuifasciata ingår i släktet Parathyma och familjen praktfjärilar. Inga underarter finns listade i Catalogue of Life.